# August von Bibra (1818–1878)
August Heinrich Friedrich Wilhelm Freiherr von Bibra (zur Unterscheidung zu seinem gleichnamigen Vater wird der Name vielfach mit d. J. (der Jüngere) ergänzt)  (* 25. Februar 1818 in Weilburg; † 26. April 1878 in Wiesbaden) war nassauischer Oberforstmeister und Landtagsabgeordneter.

## Leben
August von Bibra besuchte 1834 bis 1838 das Gymnasium Weilburg und studierte dann Forstwissenschaften. 1840 bis 1842 war er Forstakzessist bei der Oberförsterei Cleeberg und wurde 1841 zum Jagdjunker ernannt. 1842 bis 1847 war er Oberforstamtsakzessist in Idstein, 1847 bis 1852 kommissarischer Forstverwalter der Oberförsterei Merenberg und 1852 bis 1858 Oberförster in Kirberg. 1853 wurde er zum Forstmeister, 1857 zum Kammerherren ernannt. 1858 wurde er Oberforstbeamter in Weilburg und 1864 zum Oberforstmeister ernannt. 1866 wurde er mit dem Rang eines Regierungsrates in preußische Dienste übernommen und war 1868 bis 1878 Forstinspektor in der Forstinspektion Wiesbaden-Weilburg.
1860 bis 1861 gehörte er als Vertreter Fürsten zu Wied der ersten Kammer der Landstände des Herzogtums Nassau an.

## Familie
Hauptartikel: Bibra (Adelsgeschlecht)
August von Bibra, der evangelischer Konfession war, war der Sohn des Oberjägermeisters und Landtagsabgeordneten August von Bibra (1775–1844) und dessen zweiter Frau Amalie Caroline Luise Henriette geborene Freiin Löw von und zu Steinfurth (* 16. Mai 1794 in Weilburg; † 30. September 1854 in Kirberg), der Tochter des Oberzeugmeisters, Oberjägermeisters und Staatsrates Friedrich Philipp Freiherr Löw von und zu Steinfurth und dessen Frau Dorothea Wilhelmine geborene Rabe von Canstein.
August von Bibra heiratete am 18. Dezember 1842 in Hadamar Julie Maria geborene Freiin Erath auf Waldmannshausen (* 9. Dezember 1822 in Waldmannshausen; † 12. Januar 1875), der Tochter von Justus Heinrich Weynand Freiherr von Erath und dessen Frau Marie. Das Ehepaar hatte folgende Kinder:
- Marie (* 1853)
- Ottilie (* 1857) ⚭ 1880 Daniel Otto († 1894)
- Auguste (* 1859) ⚭ 1884 Paul Hiller († 1904)
- Julius (1862–1935) ⚭ 1892 Elsbeth Nawetzky (* 1874)